# Javier Tusell
Javier Tusell Gómez (* 26. August 1945 in Barcelona; † 8. Februar 2005 in Barcelona) war ein spanischer Zeithistoriker und Politiker.

## Leben
In Barcelona geboren zog er mit seiner Familie schon in frühen Jahren nach Madrid. Dort erlangte er die Hochschulreife am Colegio de los Sagrados Corazones. Er schrieb sich anschließend an der Universidad Complutense für Philosophie und Politikwissenschaft ein. Er fiel dort durch herausragende Leistungen in Geschichte auf und wurde unter anderem von José María Jover unterrichtet.
Neben dem Studium organisierte er sich in der Unión de Estudiantes Demócratas (Union demokratischer Studenten) und der Unión de Jóvenes Demócratas Cristianos (Union junger Christdemokraten). Diesbezüglich gab es 1965 ein universitäres Verfahren gegen ihn wegen seiner Arbeit gegen das Sindicato de Estudiantes Universitarios (SEU; etwa: Studentengewerkschaft, franquistische Organisation, in der sich die Studierenden organisieren sollten).
Nach seiner Promotion und Spezialisierung auf Zeitgeschichte dozierte er ab 1966 an der Philosophischen Fakultät. 1975 nahm er eine Hilfsstelle an der Universidad Autónoma de Barcelona für universelle Zeitgeschichte an. Ab 1977 erhielt die Professur für Zeitgeschichte der Universidad de Valencia. Ferner leitete er das Madrider Zentrum für Politische Kultur. Von 1981 bis zu seinem Tod war er Professor für Zeitgeschichte an der Universidad Nacional de Educación a Distancia (UNED).
Von der Politik angezogen schrieb er sich 1974 in der Federación Popular Democrática (FPD), einer christdemokratischen Organisation unter José María Gil-Robles ein. (Die FPD war in einem Verbund von anderen spanischen Christdemokraten organisiert wie dem Partido Nacionalista Vasco, die Unión Democrática de Cataluña und die Izquierda Democrática unter Joaquín Ruiz-Giménez.)
Nach einem Debakel bei den ersten demokratischen Wahlen in Spanien 1977 verließ Tusell die FPD und schloss sich dem Partido Demócrata Cristiano (PDC) unter Fernando Álvarez de Miranda an, der zur Unión de Centro Democrático (ab April 1977; UCD) gehörte. In den ersten Elecciones municipales 1979 (ähnlich den deutschen Landtagswahlen) wurde er auf der UCD-Liste in den Madrider Gemeinderat gewählt. Von gleichen Jahr an war er Leiter der Dirección General de Patrimonio Artístico, Archivos y Museos (später Dirección General de Bellas Artes) im spanischen Kulturministerium, tätig.
Er leitete in dieser Zeit die Verhandlungen mit der Familie Picasso und dem Museum of Modern Art (MOMA) um die Überführung der Guernica in das Museo del Prado in den Casón del Buen Retiro. Der Erfolg der Verhandlungen wurde zu einem Symbol des demokratischen Übergangs in Spanien. Am 28. April 1982 wurde er von Kultusministerin Soledad Becerril seines Amtes enthoben. Der Entscheidung lagen unterschiedliche Ansichten zu öffentlichen Bibliotheken und zu Restaurierungen zugrunde. Gegen seine Absetzung protestierten am 11. Mai 1982 unter anderem Joan Miró, Pablo Serrano Antoni Tàpies und Eduardo Chillida.
Er wechselte daraufhin zum Partido Demócrata Popular (PDP) unter Óscar Alzaga, verließ aber schon bald darauf die Politik und widmete sich seiner Stelle an der UNED. Das spanische Kabinett ernannte ihn 1999 zum Vertreter des Staates in der Stiftung für das Museo Thyssen-Bornemisza.
Neben seinen Tätigkeiten in der Lehre und als Buchautor war er auch für verschiedene Zeitungen und Verlage journalistisch tätig.
Im März 2002 wurde er wegen einer bakteriellen Infektion in ein Krankenhaus eingeliefert. Dort wurde eine Leukämie diagnostiziert, an der er im Februar 2005 starb. Er hinterließ seine Frau, die Historikerin Genoveva García Queipo de Llano, sowie seine zwei Kinder.

## Positionen und Vermächtnis
Als Spezialist für die spanische Gegenwartsgeschichte hinterließ er ein umfangreiches und fundiertes Werk zu den politischen Entwicklungen im Spanien des zwanzigsten Jahrhunderts.
Er kritisierte die Intellektuellen für ihre angebliche Realitätsferne und ihre angebliche übermäßige Zurückhaltung in sensiblen innenpolitischen Fragestellungen wie den Grupos Antiterroristas de Liberación (GAL). Er gehörte 1995 zu den Unterzeichnern des Manifests En defensa de la democracia, das sich für die Absetzung von Felipe González und die Einberufung von Neuwahlen einsetzte. Ferner stieß er ein Dokument gegen ein Gesetz von José María Aznar an, das die unabhängige Gerichtsbarkeit an Universitäten schwächte, an und vereinigte etwa 8500 Professoren. Das Gesetz wurde dennoch im Dezember 2001 verabschiedet. Er setzte sich auch öffentlich für mehr finanzielle Mittel für die Lehre in seinem Fach ein.

## Schriften
- Sociología electoral de Madrid. 1969
- La Segunda República en Madrid. 1970
- Las elecciones del Frente Popular en España. 1971
- La reforma de la Administración local en España. 1973
- Historia de la Democracia Cristiana en España. 1974
- La España del siglo XX. 1975 (Premio Mundo de Ensayo im selben Jahr)
- El caciquismo en Andalucía. 1976 (Nationalpreis für spanische Literatur in der Kategorie für Essays, sowie den Menéndez-Pelayo-Preis für spanische und iberoamerikanische Geschichte)
- La política y los políticos en tiempos de Alfonso XIII. 1976
- La oposición democrática al franquismo 1932–1962. 1977 (ausgezeichnet im selben Jahr mit dem Premio Espejo de España)
- Franco y los católicos: la política interior española entre 1945 y 1957. 1984
- Franco y Mussolini. La política española durante la segunda guerra mundial. 1985 (zusammen mit seiner Frau Genoveva García Queipo de Llano)
- Hijos de la sangre. 1986
- La derecha española contemporánea. 1986 (zusammen mit Juan Avilés)
- Radiografía de un golpe de Estado. 1987
- La URSS y la perestroika desde España. 1988
- La España de Franco. 1989
- La dictadura de Franco. 1989
- Retrato de Mario Vargas Llosa. 1990
- Manuel Giménez Fernández: precursor de la democracia española. 1990 (gemeinsam mit José Calvo)
- El secuestro de la democracia. 1990 (gemeinsam mit Justino Sinova)
- Franco en la Guerra Civil. Una biografía política. 1992 (Biografiepreis Premio Comillas de Biografía, Autobiografía y Memorias)
- Maura y el regeneracionismo. 1993 (Primer premio Antonio Maura de Investigación Histórica)
- Carrero. La eminencia gris del régimen de Franco. 1993
- La transición española. 1995
- Juan Carlos I. La restauración de la monarquía. 1995
- Franco, España y la II Guerra Mundial: entre el Eje y la neutralidad. 1995
- La revolución postdemocrática. 1997
- España, una angustia nacional. 1999
- Arte, historia y política en España (1890–1939). 1999
- La política exterior de España en el siglo XX. 2000
- Fotobiografía de Juan Carlos I. 2000
- Una breve historia del siglo XX: los momentos decisivos. 2001
- Alfonso XIII. El rey polémico. 2002 (gemeinsam mit seiner Frau)
- Vivir en guerra. Historia ilustrada de España 1936–1939. 2003
- Tiempo de incertidumbre: Carlos Arias Navarro entre el franquismo y la transición (1973-1976). 2003
- Fascismo y franquismo cara a cara: una perspectiva histórica. 2004
- El aznarato: el gobierno del Partido Popular 1996–2003. 2004
- Dictadura franquista y democracia, 1939–2004. 2005

## Auszeichnungen
- 1977: Premio Espejo de España, Nationalpreis für spanische Literatur (Essays) und Menéndez-Pelayo-Preis für spanische und iberoamerikanische Geschichte.
- 1986: Premio Espasa de Ensayo, für Hijos de sangre.
- 1997: Premio Internacional de Ensayo Jovellanos, für La revolución postdemocrática.
- 2002: IX Premio Blanquerna.